# 그루베렐라과
그루베렐라과(Gruberellidae)는 이엽상근족충강에 속하는 원생생물 과이다.

## 하위 속
- Gruberella Gruber 1889
- Oramoeba de Jonckheere et al. 2011
- Stachyamoeba Page 1975
- Vrihiamoeba Murase, Kawasak & Jonckheere 2010